# 寺島蔵人
寺島 蔵人（てらしま くらんど、1777年（安永6年） - 1837年10月2日（天保8年9月3日））は、加賀藩の藩士。諱は兢（つよし）。
人持組原元成（1280石）の三男として生まれる。1801年（享和元年）馬廻組寺島恵和（禄高450石）の末期養子となり、改作奉行、大坂借財仕法主付など、主に藩の農政、財政方面の実務を歴任した。1824年（文政7年）、12代藩主前田斉広によって教諭方の一員に抜擢された。教諭方とは斉広が有能な藩士を集めて設置した、藩政改革のための親政機関であったが、同年斉広が急死すると教諭方も解散された。蔵人は斉広亡き後の藩政を巡って藩の重臣と対立し、翌1825年（文政8年）に役職を追われた。1837年（天保8年）に能登島流刑となり、同年死去した。

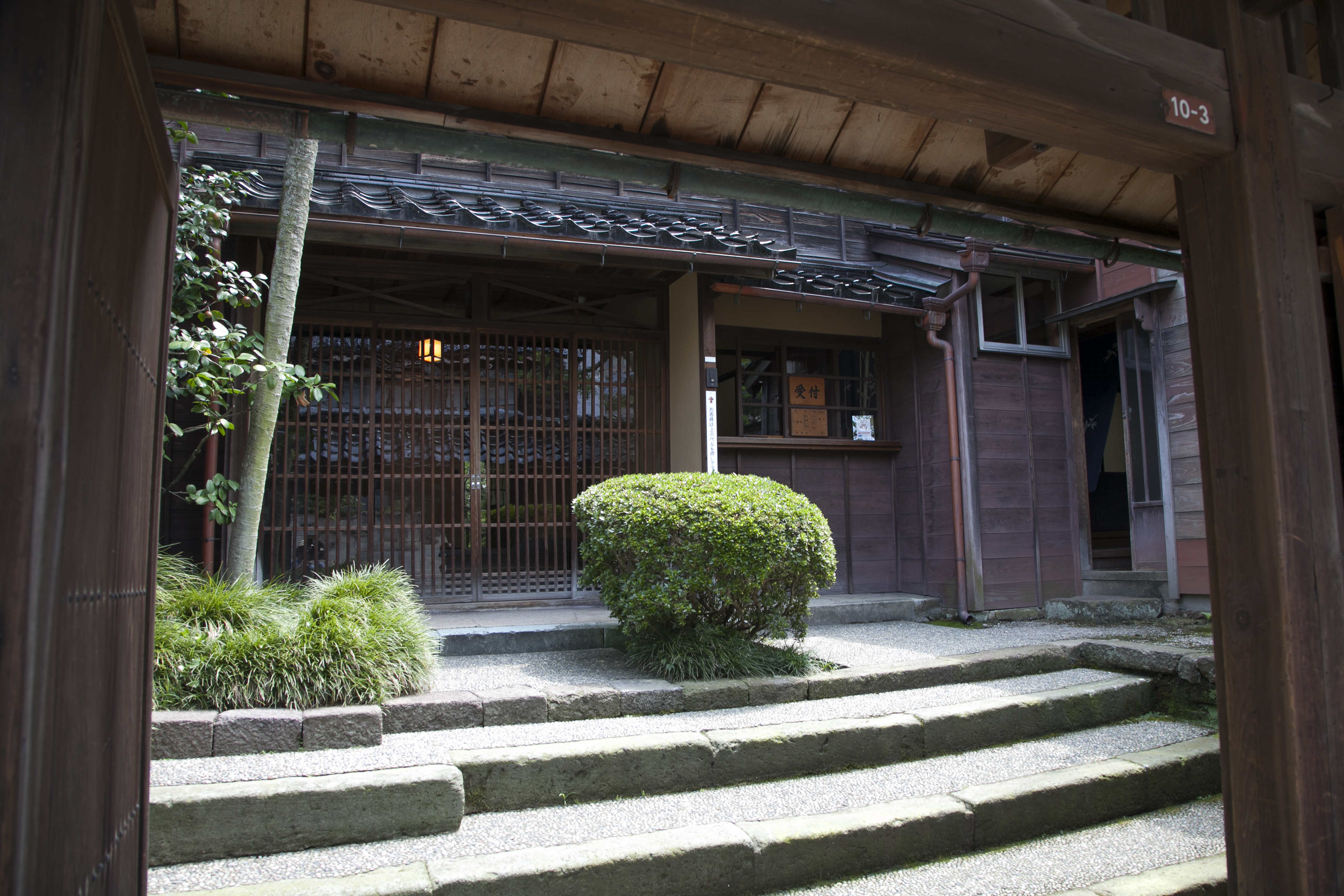
寺島蔵人邸

蔵人は画家としても知られ、王梁元、応養と号し、浦上春琴や山本梅逸をはじめとする笑社の文人と交流し、秀作を多数残している。また春琴の父・浦上玉堂を自邸に招くなど、琴士としても知られている。
現在、寺島蔵人の屋敷は金沢市指定史跡として、金沢市大手町に保存されている。